# George Spencer-Churchill, 8. Duke of Marlborough

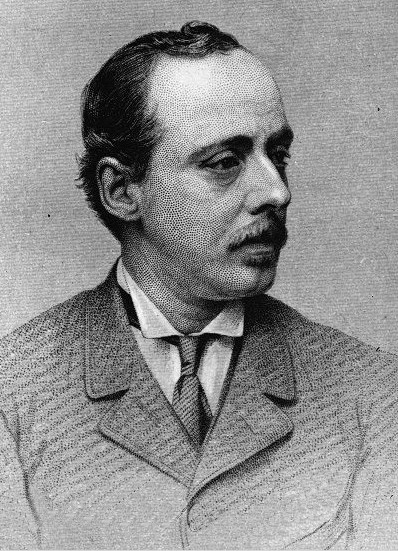
George Spencer-Churchill, 8. Duke of Marlborough

George Charles Spencer-Churchill, 8. Duke of Marlborough (* 13. Mai 1844; † 9. November 1892 in Blenheim Palace) war ein britischer Adeliger.

## Familie
George Charles Spencer-Churchill wurde 1844 als der älteste Sohn von John Spencer-Churchill, 7. Duke of Marlborough geboren. Er war der ältere Bruder des britischen Staatsmannes Lord Randolph Churchill, dem Vater von Sir Winston Churchill. Am 8. November 1869 heiratete er im Westminster Palace Lady Albertha Frances Anne Hamilton, eine Tochter von James Hamilton, 1. Duke of Abercorn. Die Ehe war nicht glücklich und wurde am 20. November 1883 annulliert. Aus ihr gingen vier Kinder hervor:
- Lady Frances Louisa Spencer-Churchill (1870–1954), ⚭ Sir Robert Gresley, 11. Baronet;
- Charles Spencer-Churchill, 9. Duke of Marlborough (1871–1934);
- Lady Lillian Maud Spencer-Churchill (1873–1951) ⚭ Cecil Alfred Grenfell;
- Lady Norah Beatrice Henriette Spencer-Churchill (1875–1946) ⚭ Francis Bradley Bradley-Birt.

Mit Edith Finch, Countess of Aylesford, die von ihrem Mann Heneage Finch, 7. Earl of Aylesford, getrennt lebte, hatte er einen Sohn, Guy Bertrand (1881–1950), der zunächst 1883 als Sohn des Earls getauft, 1885 aber von der Erbfolge auf den Earltitel ausgeschlossen wurde.
Am 29. Juni 1888 heiratete er in der City Hall von New York in zweiter Ehe Lillian Warren Price. Die Trauung wurde vom New Yorker Bürgermeister Abram S. Hewitt vollzogen. Das Ehepaar hatte keine Kinder.

## Leben
Von 1857 bis 1860 besuchte Spencer-Churchill das Eton College. Er trat 1863 in die British Army ein und erwarb ein Offizierspatent als Lieutenant der Royal Horse Guards.
Als „schwarzes Schaf der Familie“ sorgte er durch wiederholte Frauengeschichten für mehrere Skandale, bekannt geworden ist vor allem die Aylesford-Affäre.
Beim Tod seines Vaters erbte er 1883 dessen Adelstitel als Duke of Marlborough und wurde dadurch Mitglied des House of Lords. Er modernisierte den Familiensitz Blenheim Palace und ließ Gas, Elektrizität und eine Zentralheizung installieren. Um dies und seinen aufwendigen Lebensstil zu finanzieren, verkaufte er – gegen den Willen der übrigen Familie – die umfangreiche Kunstsammlung; so verkaufte er mehrere Rubens-Gemälde an die Rothschild-Familie, das Porträt Karls I., König von England, zu Pferd von Anthonis van Dyck ging an die National Gallery in London und mehrere Werke von Brueghel, Rembrandt und Gainsborough wurden in den internationalen Kunsthandel verkauft. Er starb im Alter von 48 Jahren.